# 学林事件
学林事件（がくりんじけん、ハンニムじけん、朝鮮語: 학림 사건）は、1981年に軍事クーデターで政権を掌握した全斗煥など新軍部勢力が、学生運動団体のうち反国家団体と目した団体を処罰した事件である。後に再審がなされ、事件自体が捏造による弾圧であったと認定されている。学林事件という呼称は、当時、全民学連（全国民主学生連盟）という大学生の団体が初めての集会をもった大学路の学林茶房（학림다방、ハンニム・タバン）に由来する言葉であるが、警察が、森が茂るように盛んになっていた学生運動組織を一網打尽にした、という意味で名付けた呼称である。
後に保健福祉部長官となる李泰馥を含む24人（ないし25人）が、全民学連・全民労連を結成した疑惑で強制連行され、不法に拘禁された上、弁護人や家族との面会遮断、水拷問と電気拷問、女性被疑者に対する強姦威嚇など、苛酷な行為で自白を強いるなどの不法行為が強行された。このような事実は法廷で暴露されたが、裁判所はこれを退け、国家保安法違反で有罪と認め、被告たちに懲役1年から無期懲役の判決を下し、1982年に判決が最終確定した。取り調べの中で激しい拷問を受けた元工員の労働運動家ユ・ドンウ（유동우）は健康を損ね、一人だけ1審段階で執行猶予となり、釈放された。
また、当時、2審段階の陪席裁判官であった黄祐呂は、後に社会副総理兼教育部長官として知られるようになったが、被害者に遺憾を表明したことがある。

## 再審
2009年、真実・和解のための過去史整理委員会（진실과 화해를 위한 과거사정리위원회）は、全民学連・全民労連 反国家団体 操作疑惑事件として学林事件を調査し、「長期間の不法拘禁と拷問を通じて事件が操作」され、「ソウル地方警察庁はこのような不法行為があったと分かった後も捜査をせず、裁判所も被告人の法廷陳述を通じて明らかになった内容を審理しないで有罪を宣告した」と発表し、被害者に対する国家の謝罪と再審勧告決定を下した。
これを受けて再審請求がなされ、再審が進行し、2010年12月に、ソウル高等法院刑事5部は、この事件の被告人に無罪および免訴の判決を下し、「司法府の誤りによって被告人が苦難に遭ったことに対して謝罪を申し上げる。この判決がささやかな慰労とならんことを願う」と表明した。この再審判決は、2012年6月に大法院で確定した。